# Trojan Nyahbinghi Box Set
A Trojan Nyahbinghi Box Set egy három lemezes nyahbinghi dobos válogatás.  2003-ban adta ki a Trojan Records kiadó.

## Számok

### CD 1
1. Ras Michael & The Sons Of Negus - Keep Cool Babylon
2. Bongo Herman & Bingy Bunny - Know Fari
3. Count Ossie & His Band - Back To Africa Part One
4. Prince Student - Rivers Of Babylon
5. Ras Michael & The Sons Of Negus - Rise Jah Jah Children (The Lion Sleeps)
6. Bongo Herman & Bingy Bunny - African Breakfast
7. Count Ossie & The Mystic Revelation - Rasta Reggae
8. Dadawah - Run Come Really
9. Ras Michael & The Sons Of Negus - Roll River Jordan
10. Bongo Herman & Bingy Bunny - Salaam (Peace)
11. Roland Downer & Count Ossie With His Band - Ethiopian Kingdom
12. Morgan’s All Stars - Drums Of Passion
13. Ras Michael & The Sons Of Negus - We're Marching On To Victory
14. Bongo Herman - Tribute To Don Quarrie
15. Count Ossie & Leslie Butler - Soul Drums
16. The Heaven Singers - Rasta Dreadlocks
17. Max Romeo - Words Of Wisdom

### CD 2
1. Ras Michael & The Sons Of Negus - Run Come (Throw Away Your Stony Heart)
2. Bongo Herman & Les Davis - Dew Of Herman (Aka Eternal Drums)
3. Al Vibrators With Count Ossie & His Band - Move Up (Nyah Bongo)
4. Burning Drums – Dadawah
5. Ras Michael & The Sons Of Negus - Carnal Mind
6. Count Ossie & Leslie Butler - Gay Drums
7. Linkers - Nyah Man Story
8. Bongo Herman & The Harry J All Stars - Reggae With The Birds
9. Ras Michael & The Sons Of Negus - Jah Got The Whole World
10. The Typhoon All Stars - Rack-A-Tack
11. Dadawah - Seventy Two Nations
12. Bongo Herman - Water Pump
13. Ras Michael & The Sons Of Negus - Rastaman Chant
14. Count Ossie & The Mystic Revelation - Samia
15. Samuel The First - Sounds Of Babylon
16. Bongo Herman - Tribute To The President

### CD 3
1. Ras Michael & The Sons Of Negus - Nyah Man Say
2. Bongo Herman & Bingy Bunny - Freedom Fighters
3. Dadawah - Zion Land
4. Count Ossie & His Band - I Dread Version
5. Ras Michael & The Sons Of Negus - Cast Them In The Fire
6. Bongo Herman & Bingy Bunny - Feel Nice
7. Roland Downer & Count Ossie - A Ju Ju Wah
8. Count Ossie & His Band - Blacker Black
9. Ras Michael & The Sons Of Negus - Pretty Little Face
10. Bongo Herman & Les Davis - Go On And Cry
11. Jimmy Cliff - Bongo Man (A Come)
12. Ras Michael & The Sons Of Negus - Come Down (Pomps And Pride)
13. Ras Michael & The Sons Of Negus - Know How You Stand
14. Bongo Herman - Wanton Version
15. Count Ossie & His Band - Back To Africa Part Two
16. Boston Jack & The Soulites - Starvation
17. Roland Alphonso - Ethiopian War, Part 1
18. Bongo Herman & Les Davis - True Grit Part One
19. Bongo Herman & Les Davis - True Grit Part Two
20. Bongo Herman & Bingy Bunny - We Are Praying
21. Trevor Brown - Mr Brown

## Külső hivatkozások
- https://web.archive.org/web/20071004222112/http://www.roots-archives.com/release/3744
- http://www.savagejaw.co.uk/trojan/tjetd094.htm Archiválva 2007. december 11-i dátummal a Wayback Machine-ben